# 부카요

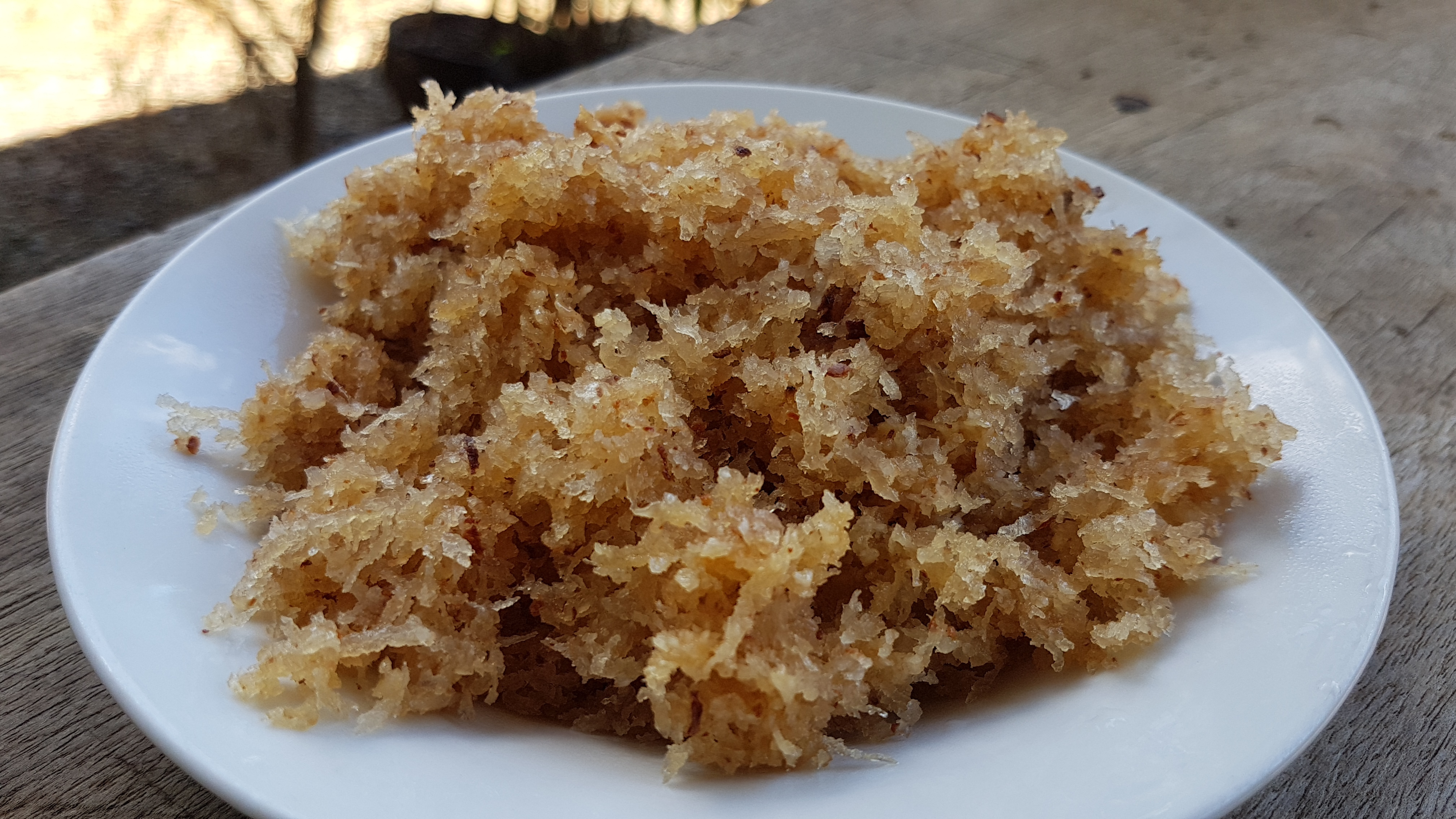

부카요(Bukayo)는 달콤한 코코넛 조각으로 만든 필리핀 디저트이다. 전통적으로 물과 사탕수수 머스코바도 설탕을 쫄깃한 캐러멜 같은 농도로 녹인 시눅롭에 어린 젤라틴 코코넛(부코) 조각이나 잘게 썬 조각을 끓이다. 부서지기 쉬운 질감의 건조기 버전의 부카요는 보카릴로(bocarillo)로 알려져 있다. 부카요는 그 자체로 먹을 수 있으며 일반적으로 작은 공 모양으로 굴린다. 그러나 그들은 또한 다른 디저트, 특히 판 데 코코(pan de coco) 및 시누들란 엠파나다(sinudlan empanada)의 장식 및 속으로 사용할 수 있다.
부카요는 bucaio, bucayo, bokayo, bukhayo, bukayu 등 다른 이름으로도 부른다. 필리핀의 스페인 통치 기간 동안 스페인어로 conserva de coco("코코넛 보존 식품")로 알려졌다. 타우수그어에서는 힌티(Hinti')라고도 한다.